# Zeeslag (puzzel)

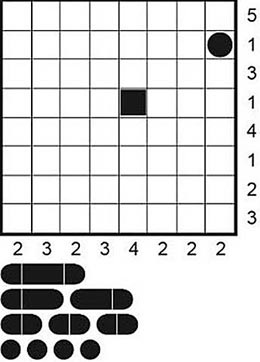
Lege Zeeslagpuzzel

Voorbeeld van een opgeloste Zeeslagpuzzel

Zeeslag ook wel Solitair Zeeslag is een logische puzzel op basis van het spel Zeeslag. Het aantal scheepsdelen in elke kolom en rij is hierbij gegeven. De bedoeling is om door redeneren te achterhalen hoe de vloot geplaatst is. Deze puzzel en vele varianten werden gebruikt in diverse puzzelwedstrijden, waaronder het Wereldkampioenschap Puzzelen. en in puzzelbladen, zoals het Games magazine.
Solitair Zeeslag werd in Argentinië uitgevonden door Jaime Poniachik en verscheen in 1982 voor het eerst in het Argentijnse tijdschrift Humor & Juegos. Zeeslag kreeg meer wijdverbreide populariteit na het internationale debuut in 1992 op het eerste WK Puzzelen in New York. Zeeslag verscheen het jaar daarop in Games magazine en bleef een vast onderdeel van het tijdschrift. Varianten van Zeeslag zijn ontstaan sinds de opneming van de puzzel in het eerste Wereld Puzzel Kampioenschap.
Zeeslag wordt gespeeld in een rooster van vierkanten die schepen van verschillende grootte verbergt. Cijfers naast het rooster geven aan hoeveel vakjes in een rij of kolom bezet worden door een deel van een schip.

## Geschiedenis
De solitaire versie van Zeeslag werd in 1982 uitgevonden in Argentinië onder de naam Batalla Naval, de eerste gepubliceerde puzzels verschijnen in 1982 in het Spaanse tijdschrift Humor & Juegos. Zeeslag werd gemaakt door Jaime Poniachik, oprichter van Humor & Juegos, en Eduardo Abel Gimenez, Jorge Varlotta, en Daniel Samoilovich, die de redactie van het tijdschrift vormden.
Na 1982 werden er geen Zeeslagpuzzels meer gepubliceerd. Pas vijf jaar later werden Zeeslagpuzzels gepubliceerd in Juegos Para Gente de Mente, een hernoemde versie van Humor & Juegos. De uitgever van Juegos Para Gente de Mente publiceert regelmatig Zeeslagpuzzels in haar maandblad Enigmas Lógicos.
Slagschip verscheen voor het eerst op het eerste Wereld Puzzelkampioenschap van 1992 in New York. Bij het volgende Wereld Puzzelkampioenschap in 1993 verscheen een variant van Zeeslag waarbij enkele van de rij- en kolomnummers waren weggelaten. Andere varianten die nadien ontstonden waren inbegrip Hexagonaal Zeeslag, 3D Zeeslag, en Diagonaal Zeeslag.
Zeeslag werd voor het eerst gepubliceerd in het tijdschrift Games in 1993, het jaar na het eerste Wereld Puzzelkampioenschap. In Nederland en Vlaanderen is de puzzel onder andere terug te vinden in Breinbrekers van Denksport.

## Regels
| Aantal schepen | Scheepstype | Afmeting in vakjes |
| -------------- | ----------- | ------------------ |
| 1 x            | slagschip   | 4                  |
| 2 x            | kruiser     | 3                  |
| 3 x            | torpedoboot | 2                  |
| 4 x            | onderzeeër  | 1                  |

In Zeeslag, is een armada van slagschepen verborgen in een vierkant rooster van 10 × 10 kleine vierkantjes. De armada bevat een slagschip vier vakjes lang, twee kruisers drie vierkanten lang, drie torpedobootjagers twee pleinen lang, en vier onderzeeërs een plein in omvang. Elk schip heeft een aantal aaneengesloten vierkanten op de grid, geordend horizontaal of verticaal. De boten zijn geplaatst zodat geen boot een andere boot raakt, zelfs niet diagonaal.
Het doel van de puzzel is om te ontdekken waar de schepen zich bevinden. Een rooster kan beginnen met aanwijzingen in de vorm van vierkanten die al zijn opgelost, met een onderzeeër, een eindstuk van een schip, een middenstuk van een schip, of water. Elke rij en kolom heeft ook een aantal ernaast, met vermelding van het aantal vakjes dat bezet wordt door scheepsonderdelen in die rij of kolom.
Varianten van de standaardvorm van Solitair Zeeslag hebben grotere of kleinere roosters (met vergelijkbare veranderingen in de omvang van de verborgen vloot), alsmede met een hexagonaal rooster.

## Strategie
De basisstrategie voor het oplossen van een Zeeslagpuzzel is om delen van onvolledige schepen aan te vullen. Of door water te tekenen in vierkantjes waarvan bekend is dat er geen schip in kan liggen. Verder kan gekeken worden naar schepen in een rij of kolom waarvan het aantal gelijk is aan het aantal nog lege vierkantjes in die rij of kolom. Meer geavanceerde strategieën zijn het zoeken naar plaatsen waar het grootste schip dat nog niet gevonden is in het rooster kan passen. Ook kan gezocht worden naar rijen en kolommen die bijna gevuld zijn en een manier te vinden om ze te voltooien.

## Computers en Zeeslag
Zeeslag is een NP-volledig probleem. In 1997 gaf Moshe Rubin, een voormalige redacteur van de rubriek Zeeslag in Games Magazine, Fathom It! vrij, een populaire Windows implementatie van Zeeslag.

## Publicaties
- Gordon, Peter, Mike Shenk. Yubotu: Sink the Fleet in these Addictive Battleship Puzzles. Conceptis Puzzles. New York: Sterling Publishing Compan, Inc ISBN 1-4027-4189-8.
- Gordon, Peter; Mike Shenk Solitaire Zeeslag: 108 Uitdagende logische puzzels.
- Sevenster, M. 2004, ' Zeeslag als Besluitprobleem ', ICGA Journal (digitaal), Vol. 27, nr. 3, pp. 142–149. ISSN 1389-6911.